# Rubus neumannianus
Rubus neumannianus är en rosväxtart som beskrevs av Heinrich E. Weber och H. Vannerom. Rubus neumannianus ingår i släktet rubusar, och familjen rosväxter. Inga underarter finns listade i Catalogue of Life.